# Бабі-Дул
Бабі-Дул (пол. Babi Dół) — село в Польщі, у гміні Жуково Картузького повіту Поморського воєводства.
Населення — 303 особи (2011).
У 1975-1998 роках село належало до Гданського воєводства.
В селі є природний заповідник «Яр Ржекі Радуня»

## Демографія
Демографічна структура станом на 31 березня 2011 року:
|          | Загалом | Допрацездатний вік | Працездатний вік | Постпрацездатний вік |
| -------- | ------- | ------------------ | ---------------- | -------------------- |
| Чоловіки | 163     | 43                 | 109              | 11                   |
| Жінки    | 140     | 40                 | 81               | 19                   |
| Разом    | 303     | 83                 | 190              | 30                   |